# Ovanmyra
Ovanmyra är en by strax söder om Boda kyrkby i Rättviks kommun. Den är en del av tätorten Boda. 
Tidigare genomkorsades Ovanmyra och de andra byarna i Boda socken - Västanå, Solberga, Boda, Silverberg, Gruvriset, Änderåsen, Kärvsåsen och Gulleråsen - av den gamla byvägen i nord-sydlig riktning, men 1959 byggdes länsväg 301 med delvis dragning utanför den gamla  bebyggelsen.
Ovanmyra är Bodas näst äldsta by. En utflyttning skedde från den äldsta byn Solberga norrut och enligt dokument från 1541 fanns då fyra skattelagda hushåll i ”Offenmyre”. År 1691 fanns där 18 och 1784 40 hushåll. Den äldsta bebyggelsen är troligen den rad gårdar som ligger längs den äldsta, västligaste vägen genom byn.
Under 1600-talet hade Ovanmyra växt om Solberga som traktens största by. Vid storskiftet 1836 bodde 335 personer där i 37 gårdar, och Ovanmyra tävlade under 1800-talet med Boda i att vara sockencentrum. I byn fanns ett gästgiveri 1854. Där fanns också handelsbod och postkontor. 
Ovanmyra var långt in på 1900-talet en renodlad jordbruks- och skogsbruksbygd. I mitten av 1900-talet anlades i trakten flera sågverk, Solberga kalkbruk samt en fosfatfabrik. I Ovanmyra fanns också 1966-1974 Ovanmyra mekaniska verkstad, som tillverkade snöskotern Rusch.
Ovanmyra bystuga är samlingslokal för byarna i trakten. Förslag om att bygga en bystuga togs upp på en bystämma 1926, men ett projekt att bygga den dog ut, för att återupptagas 1934. Bystugan, som också inrymde en badstuga, började uppföras i maj 1938 och var klar i början av 1939.
Ovanmyra missionshus byggdes 1879 och togs ur bruk under slutet av 2000-talet. Det ägdes därefter 2009-2023 av författaren och kulturskribenten Björn Gustavsson och användes under dennes ledning från 2009 som det privatägda "Ovanmyra kulturhus".